# Any Place I Hang My Hat Is Home
Any Place I Hang My Hat Is Home  ist ein Popsong, den Harold Arlen (Musik) und Johnny Mercer (Text) verfassten und 1946 veröffentlichten.

## Hintergrund
Mercer schrieb Any Place I Hang My Hat Is Home für das Broadway-Musical St. Louis Woman, aus dem auch deren Song Come Rain or Come Shine stammte. Das Musical hatte am 30. März 1946 Premiere.

## Erste Aufnahmen und spätere Coverversionen
Johnny Mercer nahm den Song am 3. März 1946 mit dem Carl Kress Orchestra unter Leitung von Bobby Sherwood für Capitol Records auf. Der Diskograf Tom Lord listet im Bereich des Jazz insgesamt 42 (Stand 2015) Coverversionen, u. a. ab 1950 von Billy Butterfield, Ada Moore/Buck Clayton, Bobby Short, Helen Merrill, Pearl Bailey, Chris Connor, Barry Galbraith, Annie Ross, Sammy Davis junior, Rosemary Clooney, Cleo Laine, Susannah McCorkle und Lorez Alexandria. Auch Barbra Streisand (The Second Barbra Streisand Album, 1963) und Judy Garland coverten den Song.
Arlen und Mercers Popsong ist nicht zu verwechseln mit Any Old Place I Can Hang My Hat is Home, Sweet Home to Me von 1901, verfasst von William Jerome (Text) und Jean Schwartz (Musik).